# Lake Mary Ronan
Lake Mary Ronan – jednostka osadnicza w Stanach Zjednoczonych, w stanie Montana, w hrabstwie Lake.